# Peter Hummel
Peter Hummel (ur. 16 września 1960) – niemiecki lekkoatleta, wieloboista. W czasie swojej kariery reprezentował Niemiecką Republikę Demokratyczną.
W 1978 r. zajął II miejsce w dziesięcioboju podczas rozegranych w Bukareszcie zawodów „Przyjaźń 1978”, z wynikiem 7126 punktów (za Uwe Freimuthem). Największy sukces na arenie międzynarodowej odniósł w 1979 r. w Bydgoszczy, zdobywając brązowy medal mistrzostw Europy juniorów w dziesięcioboju, z wynikiem 7506 punktów (za Siegfriedem Wentzem i Dietmarem Jentschem).